# リオニ川
リオニ川（リオニがわ）またはリオン川（リオンがわ、グルジア語: რიონი、英: Rioni River、Rion River）は、南コーカサスのジョージア西部を流れる主要河川。同国ラチャ地方のコーカサス山脈に源を発し、西へ流れ黒海に注ぐ。河口にはポティ（古代のファシス）の町がある。クタイシ（古代のコルチス）もこの川沿いに位置する。
長さは327km、流域面積13,400km2であり、全体がジョージア国内にある川では最長である。川はコーカサス山脈南側の標高2960m地点からはじまっている。
河口両側には泥炭地と湖が発達している「コルヘティ地域中央部の湿地群」があり、1997年にラムサール条約登録地となった。一帯には淡水のヨシ原と汽水域の塩生植物の群落があり、オジロワシやミサゴの営巣地となっている。

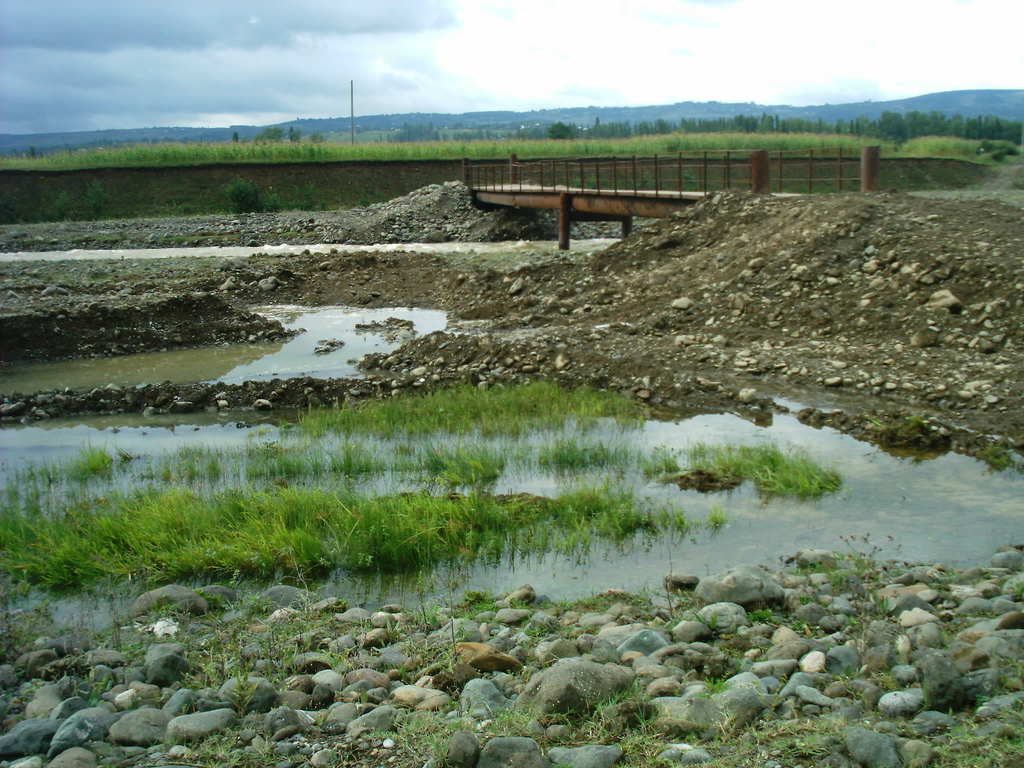
サチュヘレ付近

古代ギリシャではファシス川（Φᾶσις）として知られ、ヘーシオドスの『神統記』、ロドスのアポローニオスの『アルゴナウティカ』、ウェルギリウスの『ゲオルギカ』、アエリウス・アリスティデスのAd romamなどの文献に「海の航行東限」として記されている。ソクラテスは『パイドン』で「ヘラクレスの柱とファシス川の間は世界の一部に過ぎない」とした。
コウライキジの学名のPhasianus colchicusは、この川からコウライキジが西へ渡ったことが由来とされる。